# 정소미 (배우)
정소미(1999년 3월 21일 ~ )는 대한민국의 배우다.

## 방송
- 대학토론배틀 7 (2017)
- 아이돌학교 (2017) - 발표순위 36위
- 이번 생은 처음이라 (2017)
- 7전 8큐 2 (2018)
- 예스 아이 캔 (2020)
- 트로피 (2022)

## 영화
- 우리 돈 벌레 (2023) - 주연

## 공연
- 사랑에 스치다 (2020) - 윤희 역